# Deadman Wonderland
A Deadman Wonderland (デッドマンワンダーランド) japán mangasorozat, amit Kataoka Dzsinszei ír és Kondó Kazuma illusztrál, 2007-től jelenik meg a Sónen Ace magazinban. 2010. február 9-étől jelent volna meg hivatalosan angolul az amerikai Tokyopop által, de a kiadó megszűnése miatt ez nem valósult meg.

## Történet
"Tíz évvel a nagy tokiói földrengés után, amikor is a város 70%-ka víz alá került, Igarasi Ganta a földrengés egyik túlélője az átlagos iskolások mindennapjait éli, és minden emlékét elvesztette a katasztrófa előttről.
Egy nap amint éppen kibámul az iskolában az ablakon, meglát egy véráztatta vörös embert, amint épp az orra előtt lebeg a levegőben. A vörös ember brutálisan megöli Ganta valamennyi osztálytársát, ám őt valamiért életben hagyja. A mészárlás egyetlen túlélőjét, Gantát vádolják a szörnyű gyilkosságok elkövetésével, és a különösen veszélyes bűnözők számára fenntartott magánbörtönbe, a Deadman Wonderlandbe (Halottember Csodaország) szállítják.
Az ártatlanul elítélt Ganta először kétségbeesik, de hamar magához tér és elhatározza, hogy megpróbál alkalmazkodni a fegyencek szigorú házirendjéhez, és szó szerint megküzd az életben maradásért, annak érdekében, hogy megtalálja a valódi bűnöst, a titokzatos vörös embert és tisztára mossa a nevét. Barátai és ellenségei is szép számmal akadnak a börtönben, miközben őt és társait sorozatos élet-halál harcokra kényszerítik a börtön-vidámpark pénzes közönségének szórakoztatására." Forrás: manga.hu
Mikor Ganta megérkezik a börtönbe, egy nyakperecet tesznek rá, amivel figyelni tudják az életjeleit – vérnyomás stb. –, illetve a nyakperecen keresztül folyamatosan egy halálos mérget juttatnak a szervezetébe, aminek terjedését egy ellenanyagot tartalmazó cukorkával lehet megállítani, amit 3 naponta kell megenni. Az új rabok fejenként 1 cukorkát kapnak, a többi megszerzéséről saját maguknak kell gondoskodniuk. A cukrot pontokból lehet megvásárolni, a pontok megszerzésére 2 lehetőség van. Az egyik, hogy kemény munkával pontokat gyűjtenek. A másik, hogy részt vesznek a börtön halálos játékain, aminek a győztese rengeteg pontot nyer.
Miközben napról napra az életéért küzd, sok embert ismer meg, akik barátai vagy éppen ellenségeivé válnak. Szinte a semmiből bukkan fel egy különös lány, Siro, aki ismeri Gantát, de a fiú nem emlékszik rá. A börtön felsőbb vezetősége megpróbálja eltenni Gantát láb alól, aki eközben rájön, hogy a saját vérét fegyverré alakíthatja, ami a Vörös Emberééhez hasonló. Ganta összezavarodik és minden erejéből azon van, hogy megtalálja a Vörös embert és tisztázza magát. Tudomást szerez a börtön egy elkülönített részéről, a G-szektorról, ahol állítólag a Vörös Ember tartózkodik. Behatol a G-szektorba és felfedezik Ganta különleges képességét. Ezért őt is oda zárják be és arra kényszerítik, hogy részt vegyen a Halottak Karneválja nevű játékban, ahol a hozzá hasonló képességgel rendelkező rabokkal, az úgynevezett Halott emberekkel kell harcolnia.

## Szereplők

### Igarashi Ganta
A történet főhőse. Egy egyszerű fiú, akit azzal vádolnak, hogy lemészárolta osztálytársait. Ezért halálbüntetésre ítélték és a Deadman Wonderland nevű börtönbe zárták, ahol teljesen összezavarodott és megijedt a hely kegyetlenségét látva. Nem sokkal megérkezése után felfedezte, hogy képes manipulálni a vérét és fegyvert létrehozni belőle. Ez azért lehetséges, mert az iskolai mészárláskor a Vörös Ember őt is megtámadta és egy különleges vörös kő épült be a testébe. Felbukkan Shiro, aki ismeri Gantát, de a fiú nem emlékszik rá. Együtt hatolnak be a G-szektorba a Vörös Ember után kutatva, azonban nem járnak sikerrel. Mikor észreveszik különleges képességét, a G-szektorba zárják, ahol arra kényszerítik, hogy részt vegyen a Halottak Karneválja nevű játékban. A Halottak Karneváljában olyan emberek harcolnak egymással, akiknek a Gantáéhoz hasonló képessége van. Ezeket az embereket Halott embernek, a képességüket pedig a Bűn Ágának nevezik. A Halottak Karneválján Ganta a Fakopáncs nevet kapja, így hívta őt a Vörös Ember és első ellenfele Senjii alias Holló is. Holló később megtanítja Gantának, hogyan tudja jobban kihasználni erejét. Ganta kapcsolatba kerül a Scar Chain (sebhelylánc) nevű bandával is, akiknek segít megszökni a börtönből. Társaival együtt megdöbben, mikor hírt kapnak róla, hogy hamis Halott embereket – a későbbiekben Hamisítvány – hoztak létre a börtönben, akik az igaziakat pusztítják. Ekkor kezdődik Ganta igazi rémálma: először barátai fordulnak el tőle; felfedezi, hogy egy börtönbeli barátja is Hamisítvány és a börtönőrök főnöke is visszautasíthatatlan ajánlatot tesz neki.

### Shiro
Shiro az első halottember Kárhozott tojásnak ( a mangában tébolyult léleknek) is nevezik, Ő maga a "Vörös ember". A DW megalapítója Ganta édesanyját alkalmazta, hogy kísérleteket végezzenek a lányon. (egyébként Gantát is azért szüli meg az anyja hogy kísérletezzen rajta, de később nincs hozzá szíve így a fájdalmas kutatások alanya Shiro maradI.
Ennek eredményeként Ganta a DW-ben nőtt fel, Shiro játszótársa volt, majd a robbanás után Gantát elküldi az anyja és a fiú el is felejtkezik Shiroról.
Shiro erejét egy Libamama nevet viselő rendszer korlátozza, amíg ez működik Shiro nem képes a pusztításra. Ennek ellenére nincs kettős személyisége, alapvetően kedves, és barátságos de ha feldühítik elpusztít mindent "vörös emberként".

### Takami You
Tamaki informátora. Arra bérelték fel, hogy Ganta minden lépését figyelemmel kövesse és számoljon be róla, ezért cserébe pontokat kap. Udvariasnak és barátságosnak látszik, így sikerül Ganta közelébe férkőznie. Mikor a fiú rájön You közeledésének valódi okára, akkor az elmondja az igazat. Elfogatta magát, hogy a börtönbe zárják, ugyanis ki akarja szabadítani a testvérét, Minatsukit.

### Hagire Rinichiro
A Deadman Wonderland öreg igazgatója. Néha Shiróval beszélget különböző süteményeket majszolva, majd a lány tudtára hozza, hogy ő maga a Vörös Ember. Mikor egy pillanatra leáll a Libamama rendszer, harcba kezdenek Shiroval, és a lány "megöli de ez csak átmeneti állapot. Ekkor Tamaki átveszi helyét a börtön élén. A 2. évadban derül ki, hogy halála előtt egy általa létrehozott géppel emlékeit-tudatát Totóba helyezte át és így annak testében él tovább (később Gantába akar költözni, de megakadályozzák ebben).

### Tamaki Tsunenaga
Először a bíróságon láthatjuk, mint Ganta ügyvédjét, azonban hamis bizonyítékokat gyárt Ganta ellen, hiszen a célja a halottemberek DW-be gyűjtése. A börtönben derül ki, hogy Tamaki a börtönigazgató helyettese és ő válik a történet első főgonoszává. Az az álma, hogy Rinichiro halála után az ő kezébe kerül a létesítmény irányítása. Szadista, nem törődik senkivel csak saját magával, nap mint nap rengeteg rabot küld a halálba a pontgyűjtő játékokban. Az igazgató halála után kísérleteket engedélyez a Halott embereken, majd létrehozza a neki engedelmeskedő Hamisítványokat. Miután Ganta és társai megállítják a Hamisítvány hadsereget és Makina foglyul ejti őt, öngyilkos lesz.
Rinichiro bábként irányította végig, Tamaki egy virtuális valóságba képzelte magát, és eszerint élt,, egyetlen vágya kárhozott tojás elpusztítása volt.

### Makina
Ő a börtönőrök parancsnoka, munkáját komolyan veszi, és hamar ráébred hogy Tamaki az orránál fogva vezeti. Innentől minden adandó alkalommal próbálja leleplezni a porondmestert, egyfajta lázadást robbant ki a börtönben, majd régi bajtársai és a halottemberek segítségével állít csapdát Tam.

### Senji Kiyomasa
Holló néven ismeri mindenki a G-szektorban. Ő az első Halott ember, akivel Ganta találkozott miközben a Vörös Ember után kutatott. Mikor találkoztak Ganta úgy gondolta, hogy megtalálta a Vörös Embert, ugyanis Senji is Fakopáncsnak nevezte őt és neki is van különleges képessége. Szendzsi Ganta első ellenfele a Halottak Karneváljn,  Ganta kihasználja a terep adottságait és sikerül őt legyőznie. Ha a Halottak Karneválja játékot a vesztes túléli, akkor a Vesztesek Játékában kell részt vennie, ahol eldöntik, hogy melyik testrészét veszti el (ekkor veszti el a jobb szemét). Mikor jobban megismeri Gantát, tanítani kezdi őt, hogy hatásosabban használhassa ki erejét. Korábban rendőr volt, de társait megölte egy rablóbanda. E rablóbanda egyik tagjával, Akatsukival kell megküzdenie a börtön falain belül, akiből tökéletes Hamisítványt hoztak létre. Ő is visszatér a börtönbe, hogy megállítsák Shirót.

### Takami Minatsuki
Kolibri néven ismerik a G-szektorban, ő You húga, akit a fiú ki akar szabadítani. Mikor Ganta először találkozik vele, akkor hihetetlenül félénknek mutatkozik. Azonban ez csak egy álca, hogy félrevezesse a környezetében lévő embereket. Igazából egy becsavarodott, szadista pszichopata, aki szexuális izgalomba jön mások szenvedését látva. Ő Ganta második ellenfele, a harcban testvérét, Yout pajzsként használja a fiú ellen, azonban vereséget szenved. A Scar Chain Ganta kérésére megbabrálja a Vesztesek Játékában kulcsszerepet játszó gépet, így Minatsukinak csak a haját vágják le. Ezután kezd normálissá válni, egyre kevesebb dühkitörése lesz. Múltjáról annyit tudunk, hogy a földrengéskor az anyja magára hagyta őt és ekkor ébredt fel benne a Bűn Ágának képessége, amivel megölte anyját és becsavarodott. Képessége, hogy véréből ostorra hasonlító nyúlványt tud létrehozni, ami a hajából nő ki.

### Masaru „Chaplin” Sukegava
A G-szektorban Pávának hívják. Mindig Minatsuki, Hitara és Masu társaságában mutatkozik, a Halottak Karneválján ő az egyik műsorvezető. Múltjáról azt lehet tudni, hogy iskolás korában jött rá, hogy homoszexuális és volt egy fiú barátja. Egy nap mikor hazament rajtakapta a barátját egy lánnyal és nem tudta mire vélni a helyzetet. A lány udvariatlanul, csúnyán beszélt vele amitől ő összezavarodott és ideges lett. Végül megölte a lányt és elmenekült, majd a börtönbe került. Képessége, hogy véréből egy tüskés bokorra emlékeztető fegyvert tud létrehozni, ami ellenfelét felnyársalja és nem engedi elmenekülni.

### Hitara
Alias Kondor. Egy extanár, aki mindig magában beszél a lányához. Mikor az ikrekkel harcolt -akik tökéletes Hamisítványok voltak- akkor derült ki, hogy még a börtön előtt a lányával lakott. A lánya színésznő akart lenni mindig is, és el is vállalt egy reklámszerepet, ám a földrengés után a lánya súlyos beteg lett, akit ápolt. Egy nap a lány Rátámadt és kiszúrta a bal szemét, mikor Hitara elhagyta a kórtermet (habár a lány gyújtogatni kezdett egy öngyújtóval de végső soron) Hitara Bűn ágai végeztek vele, ami az öreg mérhetetlen szomorúsága miatt aktiválódtak.

### Sakigami Toto
Mockingbirdnek (poszáta) nevezik. Egy különös kinézetű és viselkedésű lányos fiú. Őt tartják a Vörös Ember után a legerősebb Halott Embernek, ugyanis ő az egyetlen, aki életben maradt a Vörös Ember elleni harcban.Beszédéből az derül ki, hogy többet tud, mint a DW többi lakója. A képessége, hogy le tudja másolni más Halott emberekét. Gyakran előfordul vele, hogy le akar szakadni valamelyik végtagja, ugyanis mindegyik hozzá van varrva a testéhez. Hagire halála előtt Toto testébe költözött, hogy beteljesíthesse tervét. Az Anyaliba Rendszert csak egyetlen vérképesség képes leállítani, amit kulcsnak neveznek. Rájön, hogy Ganta képessége a kulcs, ezért lemásolja majd megpróbálkozik a rendszer kikapcsolásával, azonban kudarcot vall. A kulcsot ugyanis csak eredeti tulajdonosa használhatja, ezért Toto-Hagire eldönti, hogy Ganta testébe költözik.

### Kengamine Nagi
Nagi alias Bagoly a Scar Chain vezetője, ami egy Halott emberekből álló felkelő csoport. Mielőtt megalkotta a Scar Chaint szerelmes volt egy ugyancsak G-szektorbeli nőbe. A Halottak Karneválján egymás ellen kellett küzdeniük, de nehezítette a helyzetet, hogy a nő teherbe esett. Emiatt Nagi nem akart harcolni, hagyta magát és vereséget szenvedett. A Vesztesek Játékában elvesztette hangszalagjait, azonban Tamaki nem hagyta ennyiben az esetet, és büntetőjátékra akarta küldeni a nőt is, aki el akart menekülni, így Genkaku kivégezte. Nagi ezután létrehozta a Scar Chaint, hogy elérje saját célját. Abban hitt, hogy gyereke megszületett és a kinti világban tartózkodik. Mikor eljött a börtönből való kitörés ideje, akkor bandája szembekerült az Undertakers-Hantolók/Sírásók, csoportjával akiknek vezetője, Genkaku elmondta Naginak, hogy a magzatot konzerválták,  mint a többi Halott ember elvesztett testrészeit. Szembesíti Nagit a vérengzéssel, amit nem sokkal a szerelme meggyilkolása után követett el, ezután Nagi enged az fájdalmának amibe majdnem teljesen beleőrült és gondolkodás nélkül meg akar ölni mindenkit legyen az barát vagy ellenség. Genkaku halálos sebet ejt rajta, de Nagi utolsó erejével lefogja Genkakut és Ganta esélyt kap hogy végezzen Genkakuval. Nagi képességét a Bagoly szemének nevezte. A véréből gömböket tudott létrehozni, majd felrobbantani azokat.

### Azuma Genkaku
A Hantolók vezetője. Ez a csapat a DW-nek dolgozik és különleges fegyverük van: ha hozzáérnek vele egy Halott emberhez, akkor az elveszíti képességét. Fegyvere egy gitárba épített gépfegyver. Mint minden szereplőt, őt is az átélt traumák tették olyanná amilyen, egy buddhista templomban tanult/nevelkedett, és a többi tanítvány indokolatlanul bántalmazta, amiről az őket nevelő szerzetes persze nem tudott.Megmentett egy cicát a haláltól, aki elpusztult a földrengés alatt, akkor megtört benne az addigi jóhiszeműsége, és az a téveszme alakult ki benne, hogy a halál maga a megváltás, így végzett a növendékekkel, ezután került a börtönbe. A Sebhelylánc szökése közben súlyos sebet szerez Gantának köszönhetően, kritikus állapotba kerül, és eszméletét veszti.

## Megjegyzés
- Kataoka jinsei és Kondo Kazuma Deadman Wonderland című mangasorozata.

## Fordítás
- Ez a szócikk részben vagy egészben  a   Deadman Wonderland című angol Wikipédia-szócikk fordításán alapul.  Az eredeti cikk szerkesztőit annak laptörténete sorolja fel. Ez a jelzés csupán a megfogalmazás eredetét és a szerzői jogokat jelzi, nem szolgál a cikkben szereplő információk forrásmegjelöléseként.